# كارل براشاو
كارل براشاو (بالإنجليزية: Carl Bradshaw)‏ هو لاعب كرة قدم بريطاني، ولد في 2 أكتوبر 1968 في شفيلد في المملكة المتحدة. لعب مع سكونثورب يونايتد وشيفيلد وينزداي وشيفيلد يونايتد ومانشستر سيتي ونادي بارنسلي ونورويتش سيتي وويغان أتلتيك.

## وصلات خارجية
- كارل براشاو على موقع قاعدة بيانات كرة القدم.إي يو (الإنجليزية)
- كارل براشاو على موقع عالم كرة القدم.نت (الإنجليزية)